# آفتاب شعبان میرانی
آفتاب شعبان میرانی (انگلیسی: Aftab Shaban Mirani) سیاست‌مدار اهل پاکستان است. وی از سال ۱۹۹۳ تا ۱۹۹۶ وزیر دفاع پاکستان بوده‌است.